# Uta Oelke
Uta-Karola Oelke (* 1957 in Berlin) war bis 2023 Professorin für Pflegepädagogik an der Hochschule Hannover. 

## Leben
Oelke studierte Pädagogik an der Universität Göttingen. Dort promovierte sie 1991. Von 1997 bis 2001 war sie für den Recom-Verlag in Baunatal als Lektorin tätig, danach bis einschließlich 2001 als wissenschaftliche Mitarbeiterin am Institut für Pflegewissenschaft der Universität Bielefeld. Seit 2002 ist Oelke Professorin für Didaktik und Methodik an der evangelischen Fachhochschule Hannover (seit 2007 aufgegangen in die heutige Hochschule Hannover). Als Studiendekanin betreute sie seit 2009 die Abteilung Pflege und Gesundheit. Im Juni 2023 wurde Uta Oelke in den Ruhestand verabschiedet.

## Publikationen
- Uta-Karola Oelke: Planen, Lehren und Lernen in der Krankenpflegeausbildung: Begründungsrahmen und Entwicklung eines offenen, fächerintegrativen Curriculums für die theoretische Ausbildung. RECOM, Basel 1991, ISBN 3-315-00088-3, urn:nbn:de:bsz:960-opus-1013.
- Uta-Karola Oelke: Planen, Lehren und Lernen in der Krankenpflegeausbildung: Begründungsrahmen und Entwicklung eines offenen, fächerintegrativen Curriculums für die theoretische Ausbildung. Teil 2: Ein offenes, fächerintegratives Curriculum für die theoretische Ausbildung. RECOM, Basel 1991, ISBN 3-315-00087-5, urn:nbn:de:bsz:960-opus-626.
- Uta-Karola Oelke: Akademisierung von Pflege. 1994, urn:nbn:de:bsz:960-opus-520.
- Uta-Karola Oelke: Szenisches Spiel. In: PADUA. Band 4, Nr. 3, 2009, S. 13–19, urn:nbn:de:bsz:960-opus-3166.
- Mit Hilbert Meyer (2013): Didaktik und Methodik für Lehrende in Pflege- und Gesundheitsberufen. Berlin: Cornelsen ISBN 978-3-06-450054-9